# Іслам у Бутані
За даними сайту Adherents.com мусульмани становлять понад 5% населення Бутану. У той же час довідник ЦРУ стверджує, що мусульман менше 1%. За оцінками Дослідницького центру П'ю в 2009 році мусульмани становили 1% населення Бутану, або 7 000 осіб.
У 2008 році Ахмадійська мусульманська громада побудувала в Бутані мечеть.